# Management by Exception
Management by Exception (deutsch „Führung durch Ausnahmeregelung“) ist in der Managementlehre und Personalführung der Anglizismus für eine Führungstechnik, bei der Führungskräfte nur in Ausnahmesituationen eingreifen und die Routine-Entscheidungen den Mitarbeitern überlassen.

## Allgemeines
Management dient dazu, die wirtschaftliche und soziale Effizienz der Unternehmensprozesse zu gewährleisten. Menschenführung ist jede zielbezogene, interpersonelle Verhaltensbeeinflussung mit Hilfe von Kommunikationsprozessen. Führungstechniken sind Vorgehensweisen und Maßnahmen der Personalführung in Personenvereinigungen (Unternehmen, Behörden, Ministerien) zur Verwirklichung vorgegebener Ziele (Unternehmensziele, Staatsziele), der Gestaltung der Führungssituation und der Behandlung der Mitarbeiter.
Den vorgegebenen Zielen werden die korrespondierenden Führungsziele der Führungskräfte untergeordnet, die diese mit Hilfe von Führungstechniken zu erreichen versuchen.

## Inhalt
Das Management greift beim Management by Exception nur dann in den Arbeitsablauf ein, wenn Abweichungen von den angestrebten Unternehmenszielen eintreten oder wenn in bestimmten Situationen außergewöhnliche Entscheidungen getroffen werden müssen. Dies erfordert von den Mitarbeitern das Erkennen solcher Situationen und deren Rückmeldung an ihre Vorgesetzten. Diese Rückmeldung ist keine unzulässige Rückdelegation, weil Ausnahmesituationen explizit durch übergeordnete Manager entschieden werden müssen. Damit solche Ausnahmesituationen selten bleiben, wird den Mitarbeitern eine Ermessensausübung zugestanden, bei der geringfügige Abweichungen von der Routine noch nicht als Ausnahmesituation gelten. Ein ständiger Soll-Ist-Vergleich muss im Rahmen einer Abweichungsanalyse stattfinden.

## Weitere „Management by“-Techniken
Es gibt eine Vielzahl dieser Führungstechniken, von denen die wichtigsten erwähnt werden.
| Führungstechnik             | wesentliches Merkmal                                                                                     |
| --------------------------- | --- |
| Management by Delegation    | Delegation von Aufgaben, Kompetenzen und Verantwortung                                                   |
| Management by Exception     | Entscheidungen werden nur für Ausnahmefälle getroffen                                                    |
| Management by Motivation    | Schwerpunkt liegt auf der Arbeitsmotivation                                                              |
| Management by Objectives    | im Mittelpunkt stehen Zielvorgaben für Leistungsziele                                                    |
| Management by Participation | im Vordergrund steht die Partizipation (Teilhabe) der Mitarbeiter am Entscheidungs- und Geschäftsprozess |
| Management by Results       | Kern ist das vorgegebene Arbeitsergebnis                                                                 |

Im Regelfall steht bei jeder Führungstechnik lediglich ein Merkmal des Führungsprozesses im Vordergrund.

## Organisatorische Aspekte
Die erste entwickelte „Management-by“-Technik war das 1954 von Peter F. Drucker vorgestellte Management by Objectives. Sukzessive kam es zu weiteren Varianten, die ein bestimmtes Merkmal in den Vordergrund stellten. Die erste Publikation zum Management by Exception erschien im Jahre 1960 in Form der Kontrolle des Vorgesetzten über den Mitarbeiter in außergewöhnlichen Situationen, 1961 wurde es in Deutschland aufgegriffen.
Zwischen den „Management-by“-Techniken gibt es mehrere Abhängigkeiten und Gemeinsamkeiten. Management by Objectives und Management by Results ähneln sich, Management by Delegation wiederum setzt Management by Objectives voraus.